# HMS Berwick (F115)
La HMS Berwick (F115) de la Royal Navy fue una fragata de la clase Rothesay. Fue puesta en gradas en 1958, botada en 1959 y asignada en 1961. Fue descomisionada en 1985 y hundida como objetivo en 1986.

## Historia
La Berwick integró la clase Rothesay, ordenada en 1955, que comprendía a otras ocho fragatas: Yarmouth, Lowestoft, Brighton, Rothesay, Londonderry, Falmouth, Plymouth y Rhyl.
Construida por Harland and Wolff en Belfast, Irlanda del Norte, fue colocada su quilla el 16 de junio de 1958, botada el 15 de diciembre de 1959 y asignada el 1 de junio de 1961.
Tenía una eslora de 2560 t de desplazamiento, 112,7 m de eslora, 12,5 m de manga y 3,9 m de calado; propulsión de dos turbinas de engranajes (potencia 30 000 shp, velocidad 29 nudos); 1 lanzador (1×4) Sea Cat, 2 cañones de 115 mm, 2 cañones de 40 mm, 1 mortero antisubmarino (1×3) y 12 tubos lanzatorpedos de 533 mm.
La fragata Berwick fue retirada en 1985 y hundida como barco objetivo en 1986.